# Tsubo-niwa
 (août 2016).
Si vous disposez d'ouvrages ou d'articles de référence ou si vous connaissez des sites web de qualité traitant du thème abordé ici, merci de compléter l'article en donnant les références utiles à sa vérifiabilité et en les liant à la section « Notes et références ».
Tsubo-niwa (坪庭 ou 壺庭) est un terme japonais qui s'applique à un petit jardin, à partir de 3,3 m2 environ. Mais il en existe des plus grands. Quelques ornements comme un  tōrō  (lanterne), un bassin, des pierres, sont caractéristiques de ce genre de jardin, souvent enclos dans une cour intérieure, ceint de murs ou de palissades, de par l'architecture typique japonaise. Les plantes sont naines à arbustives.

## Origine du terme
Le terme tsubo (坪) désigne une unité de mesure toujours utilisée au Japon pour définir une surface. Un tsubo avoisine la superficie d'un carré d'environ 182 cm de côté (182 cm correspondant à un ken (間), l'unité de base en architecture traditionnelle, égale à la mesure d'un homme couché). Ces valeurs ont évolué au cours de l'histoire du Japon, pour devenir standard à partir de l'époque Edo (1615-1868). Un tsubo est donc aujourd'hui égal à 3,305 8 m2, ce qui correspond environ à la surface de deux tatamis. Un tsubo-niwa est, par association, un jardin à la superficie réduite, entouré de bâtiments ou de clôtures, d'où la traduction généralement accordée de « jardin-cour ».

## Historique
Les premières évocations de tsubo-niwa datent de l'époque Heian (794-1185), dans ce qui constitue le premier roman connu de l'histoire de la littérature mondiale : Le Dit du Genji (Genji monogatari, 源氏物語) où l'enchevêtrement des bâtiments constituant une résidence de style shinden (voir shinden-zukuri), créait de petits morceaux de terrains coincés entre deux, trois ou quatre murs. Ces parcelles vides apportent lumière et air frais aux pièces auxquelles elles sont attenantes. On y place une plante ou un groupe de plantes de la même essence, qui vont donner au jardin son nom (exemple : fuji-tsubo, le jardin aux glycines ou kiri-tsubo, jardin au paulownia). Le palais impérial de Kyoto offre encore la possibilité d'admirer ce genre de jardin très simple dans sa forme. Le tsubo-niwa va continuer d'évoluer tout au long des époques pour atteindre son apogée entre les XIVe et XVIIe siècles, au sein de demeures que l'on appelle machiya (町家 ou 町屋). Les tsubo-niwa sont représentatifs de cet art proprement japonais qu'est l'évocation de la Nature dans un espace restreint.
Le terme machiya désigne les maisons/magasins des marchands de l'époque Edo (classe qui prit de l'importance d'un point de vue économique dès le XVe siècle). Le style omoteya (表屋造) se caractérise par une façade étroite donnant côté rue et une enfilade d'espaces sur deux étages : plus on pénètre vers le fond de la demeure, plus on quitte l'espace public, pour le privé (kyoshitsubu, 居室部). Ainsi le magasin (mise) se trouve logiquement côté rue, puis viennent les pièces de réception (zashiki, 座敷) et d'habitation, séparées du magasin par une cour intérieure, généralement aménagée en jardin (nakaniwa, 中庭). Dans le fond de la parcelle, on trouve des remises (dozô, 土蔵 ) servant à stocker les marchandises précieuses. Dans certains cas, ces remises sont précédées par un second jardin (généralement plus grand que le premier, appelé okuniwa), qui constitue véritablement l'attrait principal de la demeure, et qui est réalisé dans le but d'être vu depuis le zashiki (zashikiniwa, 座敷庭). 
Le goût de l'époque pour le monde du thé imprègne fortement les mentalités ; ainsi, tout homme cultivé se doit de connaître les principes de la cérémonie du thé (chanoyu, 茶湯). Les marchands se sont enrichis et des fortunes se sont créées, parfois bien plus importantes que celles de certains seigneurs (daimyo, 大名). C'est donc tout naturellement que les plus aisés d'entre eux aient pu se faire élaborer des demeures avec des tsubo-niwa évoquant le monde du thé (se référant aux principes esthétiques du wabi-sabi, 侘寂 ; voir chaniwa). On y retrouvera donc essentiellement les principaux éléments constitutifs du chaniwa, à savoir : tsukubai (蹲踞, ensemble d'éléments comprenant un bassin à ablutions), ishidorô (石灯籠, lampe en pierre), tobiishi (飛石, litt. « pierres volantes », aussi nommé « pas japonais »), gravier, pierres, mousse, etc., mais avec une attention toute particulière apportée à l'esthétique de l'ensemble. En effet, ne pouvant pas afficher ouvertement leur richesse (à cause des règles strictes qui régissent la vie de chaque classe à cette époque), c'est au plus profond des maisons que de véritables trésors se cachent : pierres de qualité exceptionnelle (on n'insistera jamais assez sur la relation importante que les Japonais entretiennent avec le minéral. Certaines pierres peuvent encore aujourd'hui valoir de véritables fortunes), chōzubachi (vasque en pierre) et ishidôrô anciens ou ayant appartenu à des temples ou personnages célèbres, etc.
Bien entendu, le tsubo-niwa ne se cantonne pas au monde des machiya, et l'on trouve dans les temples, par exemple, des aménagements dans la pure tradition zen qui correspondent aux principes du paysage sec (voir karesansui). De même, on pourra trouver également au sein d'un tsubo-niwa, toutes sortes de plantes ornementales comme la glycine, le camélia, l'azalée, mais aussi les érables japonais, les bambous sacrés (ou nandines), les aucubas et autres arbustes à baies colorées, etc. Le jardin-cour n'est donc pas prisonnier d'un style particulier, il s'adapte aux désirs et moyens de son propriétaire.

## Un archétype à part entière?
On peut se demander si finalement, le tsubo-niwa constitue véritablement un archétype à part entière puisqu'il emprunte son « vocabulaire » aux autres archétypes tels que le karesansui ou le chaniwa. Pris en tant que tel, d'un point de vue formel, le tsubo-niwa reste le seul archétype de jardins japonais intimement lié à l'architecture traditionnelle. Si sa fonction reste avant tout pratique (apport de lumière et d'air frais), elle évolue avec le temps vers une fonction esthétique (possibilité d'observer et de jouir de la vue du jardin depuis l'intérieur des bâtiments adjacents). Mais cette imbrication du jardin dans les bâtiments est telle que M. P. Keane fait remarquer dans son livre, L'Art du jardin au Japon, que le terme « tsubo » possède des homonymes dont l'un désigne un point d'acupuncture, entendant par là que le tsubo-niwa joue un rôle analogue dans la circulation du ki (氣, énergie vitale) au travers de l'habitation. Comme tant de choses au Japon, une apparente simplicité cache en réalité un très grand savoir-faire et une somme de connaissances qui dépassent allègrement le simple cadre de ladite chose. De même dans un espace si petit il n' y a pas de place pour l'erreur : les différents éléments constitutifs doivent être choisis et positionnés avec le plus grand soin, il y va du bon équilibre de l'ensemble. Ainsi, le tsubo-niwa est sans doute, et contrairement à ce que l'on pourrait croire, l'un des archétypes de jardin japonais les plus difficiles à réaliser.[non neutre]